# Banque centrale des Samoa
La Banque centrale des Samoa (en samoan : Faletupe Tutotonu o Samoa ; en anglais : Central Bank of Samoa) est la banque centrale de l'État indépendant des Samoa.